# DuBois (Pensilvania)
DuBois es una ciudad ubicada en el condado de Clearfield en el estado estadounidense de Pensilvania. En el año 2000 tenía una población de 8,123 habitantes y una densidad poblacional de 939 personas por km².

## Geografía
DuBois se encuentra ubicada en las coordenadas 41°07′13″N 78°45′43″O / 41.12028, -78.76194.

## Demografía
Según la Oficina del Censo en 2000 los ingresos medios por hogar en la localidad eran de $27,748 y los ingresos medios por familia eran $36,575. Los hombres tenían unos ingresos medios de $29,306 frente a los $18,601 para las mujeres. La renta per cápita para la localidad era de $17,079. Alrededor del 15.9% de la población estaba por debajo del umbral de pobreza.